# Alexander McQueen (dom mody)
Alexander McQueen – dom mody założony przez Alexandra McQueena w 1992 roku.

## Historia
Dom mody został założony przez Alexandra McQueena w 1992 roku. Debiutancka kolekcja – Taxi Driver – nawiązywała do filmu Martina Scorsese o tym samym tytule. Każdy kolejny pokaz charakteryzował się dużą teatralnością przedsięwzięcia, która połączona z kreacjami budziła sporo kontrowersji. Stało się to znakiem rozpoznawczym marki.
W 2001 roku marka modowa dołączyła do Gucci Group (aktualnie Kering Group). McQueen sprzedał wówczas 51% udziałów firmy.
W 2006 roku zadebiutowała marka odzieżowa ready-to-wear należąca do domu mody pod nazwą McQ. Linia jest do młodych osób.
W lutym 2010 roku Alexander McQueen popełnił samobójstwo. Wówczas stanowisko dyrektor kreatywnej otrzymała jego wieloletnia współpracownica Sarah Burton.

W październiku 2023 roku nowym dyrektorem kreatywnym został Seán McGirr.

Wybrane kreacje z pokazu jesień/zima 2018 domu mody Alexander McQueen
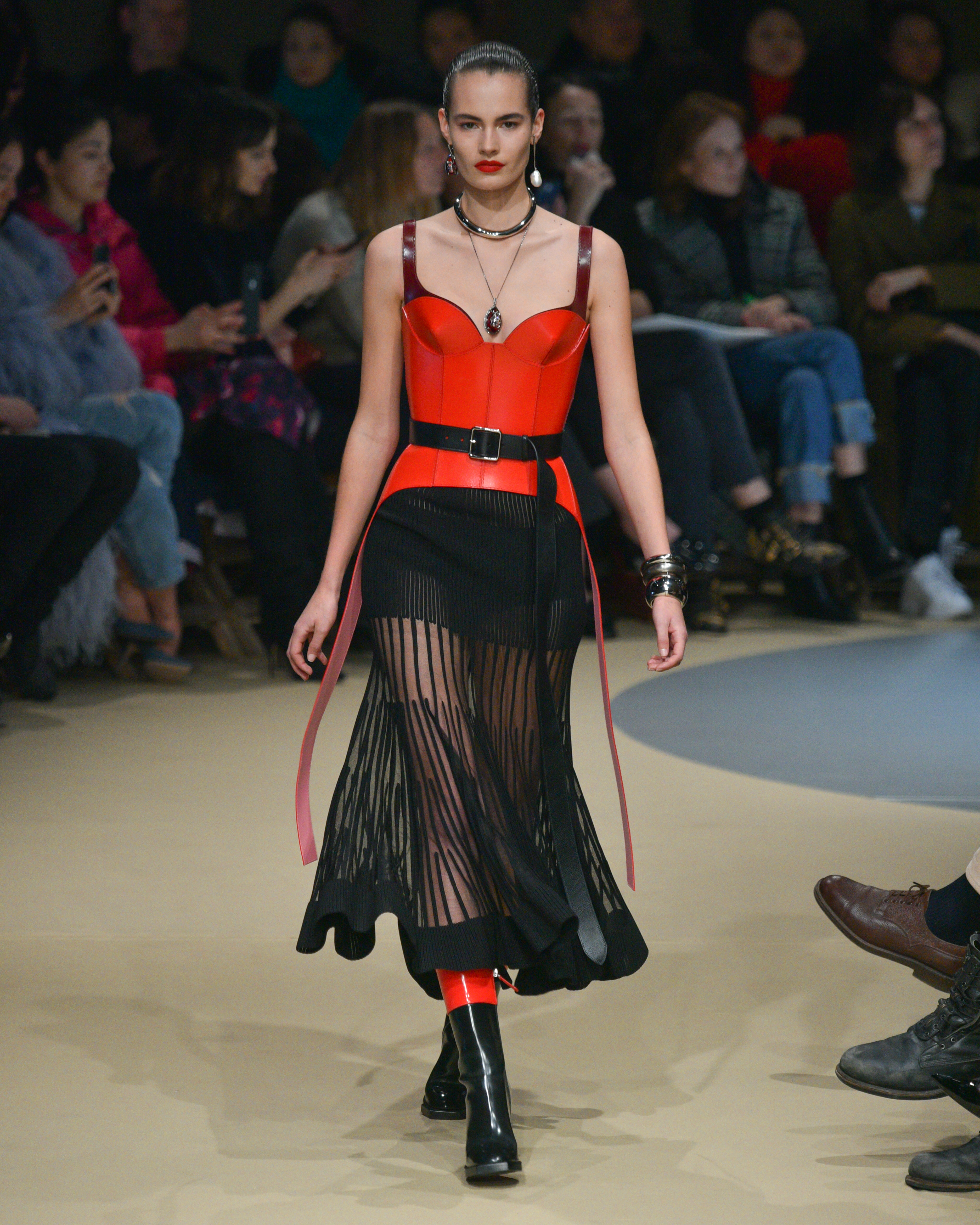
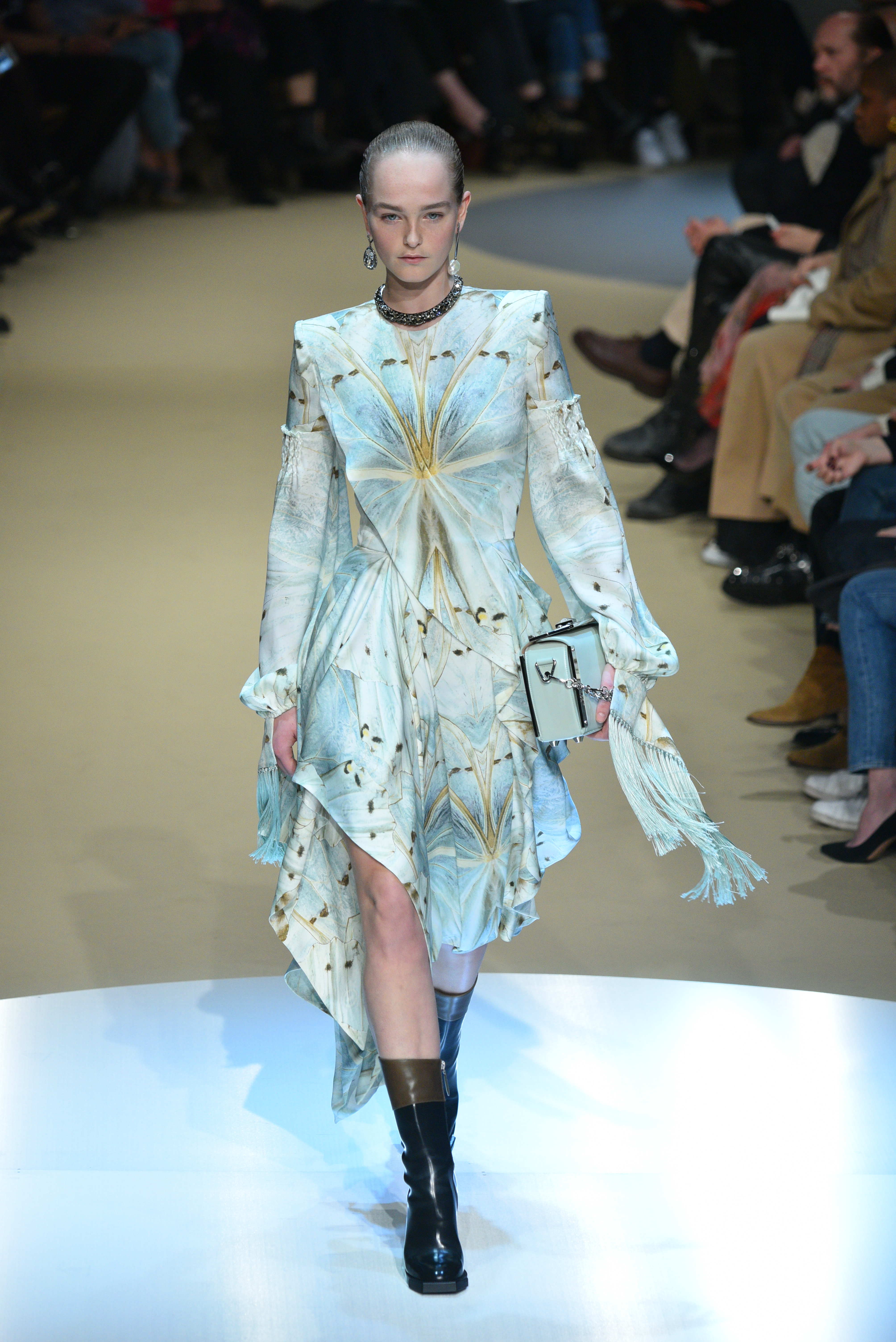
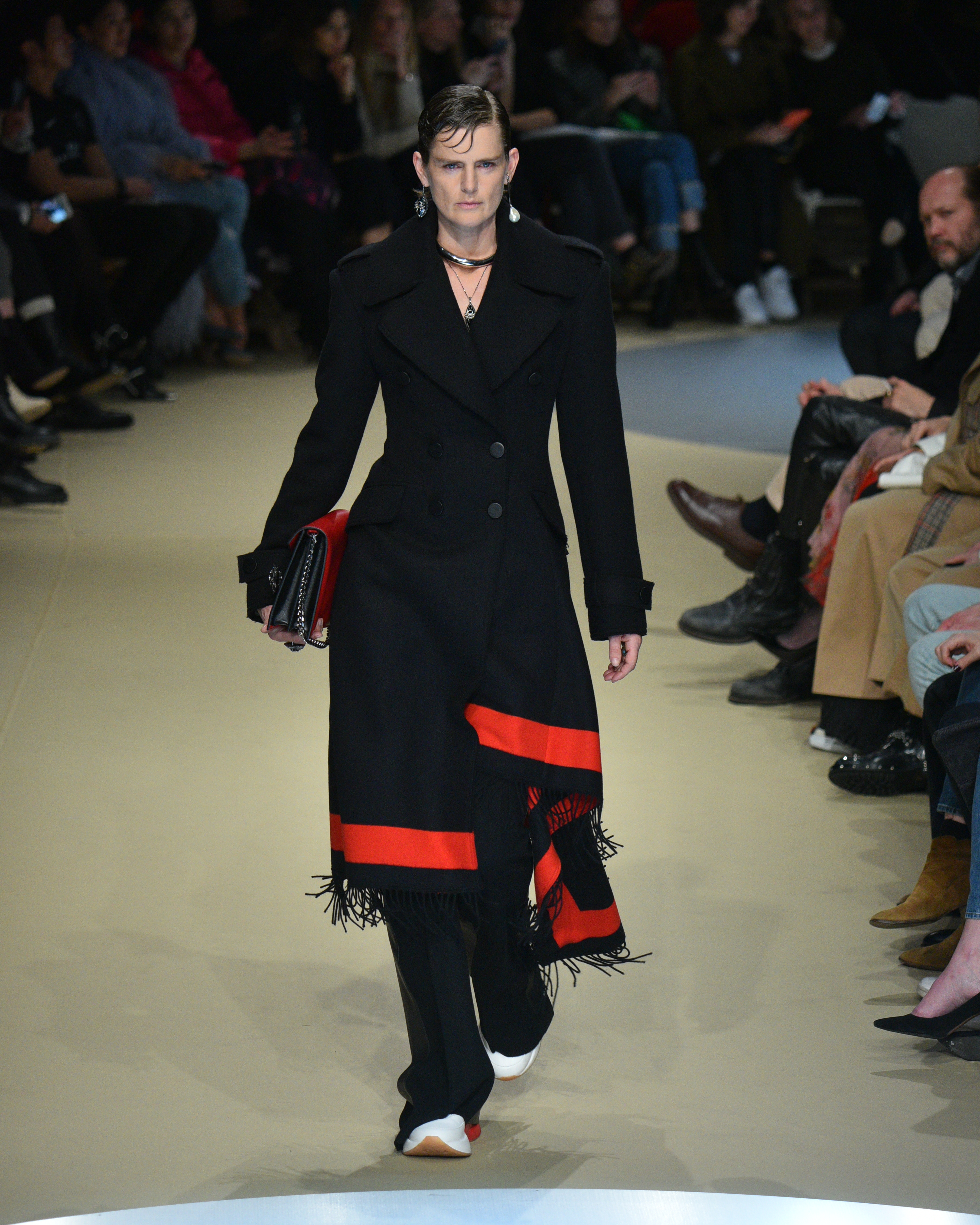
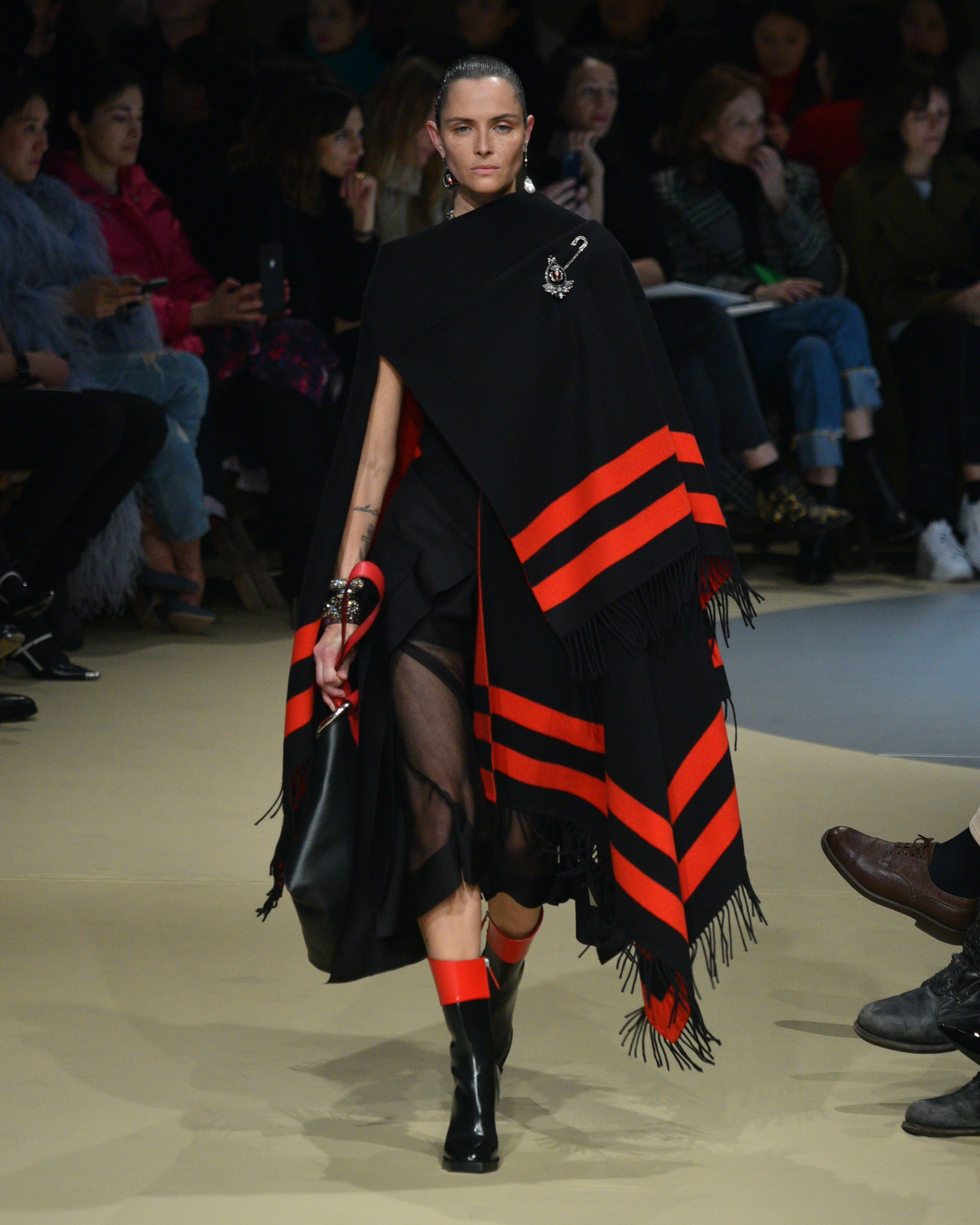
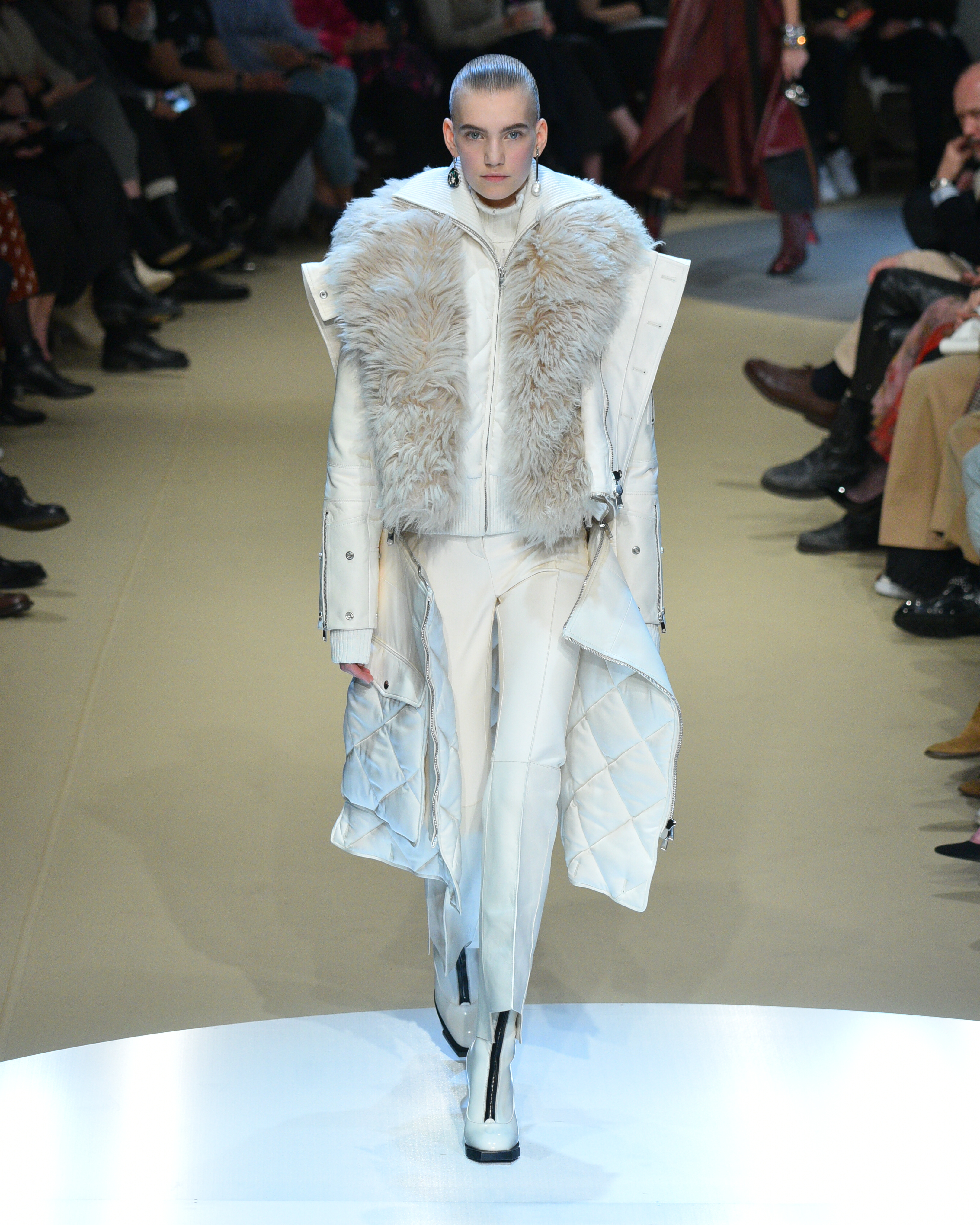
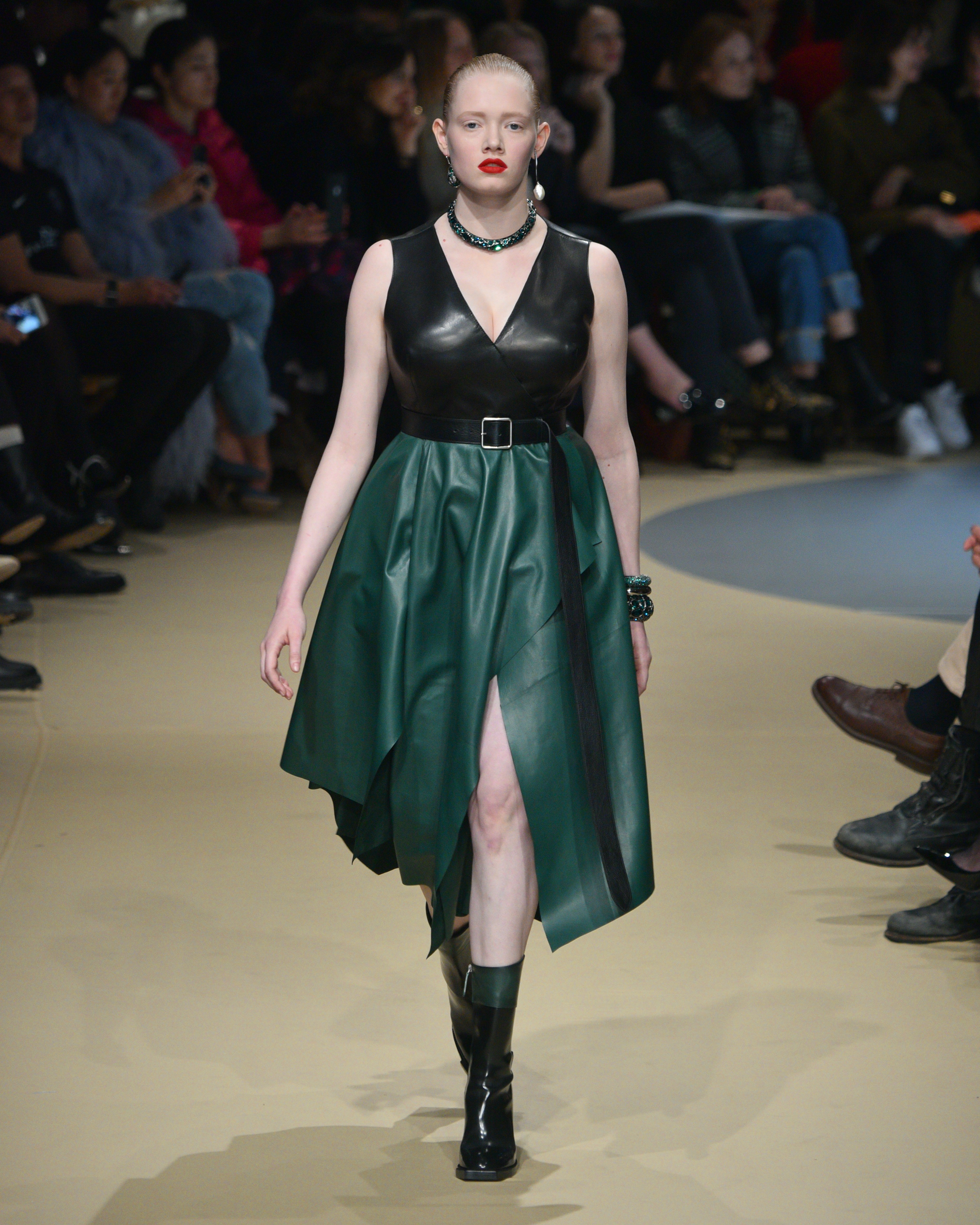
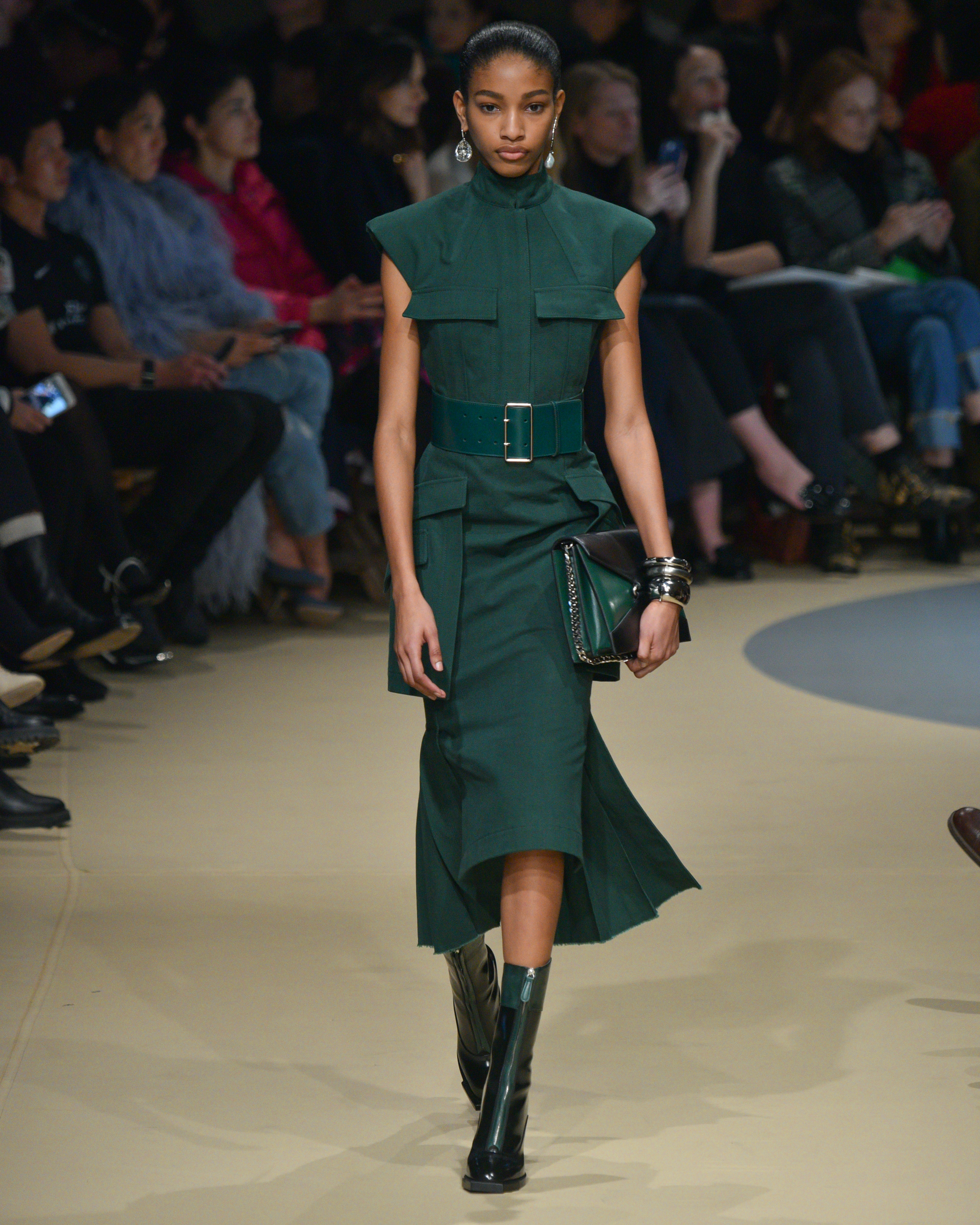